# باول غوندرسون
باول غوندرسون (بالإنجليزية: Paul Gunderson)‏ هو مجدف أمريكي، ولد في 21 مايو 1943 في أوديسا في الولايات المتحدة.

## وصلات خارجية
- باول غوندرسون على موقع الاتحاد الدولي للتجديف (الإنجليزية)
- باول غوندرسون على موقع أوليمبيديا (الإنجليزية)